# Institut d'études européennes
Pour les articles homonymes, voir IEE.
Les instituts d'études européennes (IEE) sont des entités universitaires dédiées aux études européennes.

## Allemagne
- L'Institut d'études européennes de l'université de technologie de Chemnitz (TU Chemnitz) à Chemnitz

## Belgique
- L'institut d'études européennes de l'université catholique de Louvain (UCLouvain) à Louvain-la-Neuve
- L'institut d'études européennes de l'université libre de Bruxelles (IEE-ULB) à Bruxelles
- L'institut d'études européennes de l'université Saint-Louis - Bruxelles à Bruxelles
- L'institut d'études européennes Fernand Dehousse de l'université de Liège (ULiège), à Angleur

## Canada
- L'institut d'études européennes de l'université de Montréal (UdeM) et de l'université McGill à Montréal

## Chine
- L'institut d'études européennes de l'Académie chinoise des sciences sociales à Pékin

## États-Unis
- L'institut d'études européennes de l'université de Californie à Berkeley
- L'institut d'études européennes de l'université Cornell à Ithaca

## Espagne
- L'institut d'études européennes de l'université CAU San Pablo à Madrid

## France
- L'institut d'études européennes de l'université Paris 3 Sorbonne-Nouvelle à Paris
- L'institut d'études européennes de l'université Paris 8 Vincennes – Saint-Denis à Saint-Denis
- L'institut d'études européennes et globales des universités de Nantes, Angers, du Mans et de l'ESSCA à Nantes
- L’Institut des hautes études européennes à Strasbourg

## Géorgie
- L'institut d'études européennes de l'université d'État de Tbilissi à Tbilissi

## Italie
- L'institut universitaire d'études européennes à Turin
- L'institut d'études européennes Alcide de Gasperi à Rome
- L'institut universitaire européen à Florence

## Luxembourg
- L'institut d'études européennes et internationales du Luxembourg à Luxembourg

## Malte
- L'institut d'études européennes de l'université de Malte à La Valette

## Pologne
- L'institut d'études européennes de l'université Jagellonne à Cracovie

## Roumanie
- L'institut d'études européennes Ștefan Lupașcu à Iași

## Serbie
- L'institut d'études européennes à Belgrade

## Suisse
- L'institut d'études européennes de l'Université de Genève